# Cleissa Regina Martins
Cleissa Regina Martins é uma roteirista brasileira, atuando também como diretora, diretora de arte e produtora. Ela foi a primeira mulher negra com um projeto autoral na TV aberta brasileira aos 24 anos, com o especial de Natal “Juntos a Magia Acontece” (originalmente, “Quando Você Acredita Existe”), exibido no dia 25 de Dezembro de 2019 na Rede Globo. O especial recebeu em 2021 o Leão de Ouro de Cannes, sendo o primeiro prêmio do tipo para a TV Globo. Cleissa também foi a indicada mais jovem ao prêmio de Roteirista do Ano da Associação Brasileira de Autores Roteiristas – ABRA, em todas as edições do prêmio, aos 25 anos.
Em 2021, Cleissa Regina Martins escreveu também "Juntos a Magia Acontece 2", continuação do primeiro especial de natal, a ser exibido em 19 de Dezembro de 2021 na Rede Globo.

## Carreira
Começou a carreira fazendo pesquisas sobre desigualdade de gênero e raça no cinema brasileiro, fez um curta experimental no Canadá e foi destaque na primeira edição do Laboratório de Narrativas Negras da FLUP – Festa Literária das Periferias.

## Obras
| Ano     | Título                    | Crédito                                           | Prêmios                       |
| ------- | ------------------------- | ------------------------------------------------- | ----------------------------- |
| 2019    | Juntos a Magia Acontece   | Autora-Roteirista                                 | Leão de Ouro Cannes 2020-2021 |
| 2021    | Juntos a Magia Acontece 2 | Autora-Roteirista                                 |                               |
| 2022    | Preto Tá Na Moda          | Roteiro; Direção; Produção                        |                               |
| 2023-24 | Terra e Paixão            | Colaboradora - com Walcyr Carrasco                |                               |
| 2025-26 | Êta Mundo Melhor!         | Colaboradora - com Walcyr Carrasco e Mauro Wilson |                               |

| Ano  | Título                                                          | Crédito                    | Prêmios |
| ---- | --------------------------------------------------------------- | -------------------------- | ------- |
| 2022 | Sarau                                                           | Direção; Roteiro; Produção |         |
| 2019 | Back Then They Ate My Eyes (Naquela Época Devoraram Meus Olhos) | Direção; Roteiro; Produção |         |
| 2018 | Eu, Minha Mãe e Wallace                                         | Direção de Arte            |         |
| 2018 | Jorge                                                           | Direção de Arte            |         |
| 2018 | Olhos D'água Riscados de Sol                                    | Direção de Arte            |         |